# Terziköy, Göynücek
Terziköy là một xã thuộc huyện Göynücek, tỉnh Amasya, Thổ Nhĩ Kỳ. Dân số thời điểm năm 2010 là 121 người.